# Jakob Hegner (Musiker)
Jakob Hegner (* um 1996 in Berlin) ist ein deutscher Fusionmusiker (Schlagzeug, Perkussion, auch Produktion).

## Leben und Wirken
Hegner, der schon als Kind Schlagzeug spielte, kommt aus einer Musikerfamilie; seine Eltern waren im Folkgenre tätig, er selbst zunächst im Rockmusik- und Metal-Bereich; seit 2016 studierte er im Jazzstudiengang der Hochschule für Musik Carl Maria von Weber Dresden.
Hegner ist neben Anna Hauss, Robert Wienröder und Raphael Seidel Mitglied im Quartett Still in the Woods; mit dieser Band veröffentlichte er 2018 beim Label Neuklang das Album Rootless Tree. Mit der Gruppe Leléka entstanden nach der gleichnamigen EP (2017) die Alben Tuman (2019) und Sonce u Serci (2021); das Ethno-Jazz-Quartett um die Sängerin Viktoria Anton gewann 2017 den Creole – Global Music Contest und 2018 den „Europäischen Nachwuchs-Jazzpreis“ bei der Internationalen Jazzwoche Burghausen; beim Jungen Münchener Jazzpreis 2019 kam es auf den zweiten Platz. Zudem gehört er zum kollaborativen Quintett Lut, mit dem er 2019 das Album Diving veröffentlichte, das Neo-Soul, Hip-Hop und Jazz verknüpft.
Weiterhin trommelt Hegner für die Sängerinnen Tatiana Nova und Feven Yoseph; zudem arbeitete er mit der Gruppe Katiju und Künstlern wie Conkarah, Stimulis, Céline Rudolph, Olicia und Nouk zusammen.